# Valinge sogn
Valinge sogn i Halland var en del af Himle herred. Valinge distrikt dækker det samme område og er en del af Varbergs kommun. Sognets areal var 30,39 kvadratkilometer, heraf land 29,07. I 2020 havde distriktet 798 indbyggere. Landsbyen Valinge ligger i sognet.
Navnet (1337 Hwalang) stammer sandsynligvis fra, at de, der boede der, blev kaldt Hvalungar, fra gammelhallandsk hvåll (mindre højde). Højden kan have været nærliggende Præstgårdsås eller det lidt mere fjerne Valingeås. Befolkningen steg fra 1810 (619 indbyggere) til 1880 (1.145 indbyggere). Derefter faldt den, så der i 1970 var 623 indbyggere i Valinge. Siden er befolkningen steget igen.
Der er et naturreservat i sognet: Præstgårdsåsen